# 호흡폭발
호흡폭발(Respiratory burst)은 주변 세포들로부터 활성 산소종(reactive oxygen species)이 급격하게 분출되는 현상을 말한다. 주로 대식세포 등의 식세포작용을 통해 염증 반응에 관여할 때 생성된 과산화수소 및 산화질소종으로 인해 발발한다.